# De school van Lukaku
De school van Lukaku is een Belgisch televisieprogramma, waarin Romelu Lukaku centraal staat en dat werd uitgezonden op één.
In deze documentairereeks worden de leerlingen van het Sint-Guido-Instituut in Anderlecht een heel schooljaar lang gevolgd. De jongeren praten openlijk over alledaagse thema's als vriendschap, liefde, seksualiteit, geloof en religie, veiligheid en criminaliteit en hun toekomst. We krijgen een kijk op hun familiale leven en over hun klasactiviteiten, hun hobby's...
Uiteraard wordt ook Romelu Lukaku gevolgd (zijn eerste jaar bij RSC Anderlecht, de aanpassing naar het profvoetballersstatuut, zijn thuissituatie...), maar ook de andere Purple Talents (jeugdwerking van RSCA) en de klasgenoten van Romelu en Gillian.
In 2010 won het programma de De HA! van Humo. In februari 2011 bekroonden de leden van de Vlaamse Televisie Academie de serie met de ster van Beste Realityprogramma van 2010 tijdens de uitreiking van de Vlaamse Televisie Sterren.

## Afleveringen
| Nr | Eerste uitzending | Aflevering                  |
| -- | ----------------- | --------------------------- |
| 1  | 30 augustus 2010  | In Brussel                  |
| 2  | 6 september 2010  | Geloof                      |
| 3  | 13 september 2010 | Discipline                  |
| 4  | 20 september 2010 | Help ik heb geen familie !! |
| 5  | 27 september 2010 | Liefde                      |
| 6  | 4 oktober 2010    | Onveiligheid                |
| 7  | 11 oktober 2010   | Vrije tijd                  |
| 8  | 18 oktober 2010   | Geld                        |
| 9  | 25 oktober 2010   | De toekomst                 |
| 10 | 1 november 2010   | Het jaar van Lukaku         |